# Zoot Allures
Pour les articles homonymes, voir Zoot.
Albums de Frank Zappa
Bongo Fury
(1975) Zappa in New York
(1978)
Zoot Allures est un album de rock de Frank Zappa sorti en 1976. Le titre est une variation du français Zut alors !.

## Titre
Le titre est un jeu de mots sur l'expression française « Zut alors !, ».

## Production
- Production : Frank Zappa
- Direction musicale : Frank Zappa
- Conception pochette : Cal Shenkel
- Photos : Gary Heery

## Musiciens

### Sur toutes les pistes
- Frank Zappa : synthétiseur, basse, guitare, chant
- Terry Bozzio : batterie, chœurs

### Invités
- Sharkie Barker : chœurs
- Napoleon Murphy Brock : saxophone, chant
- Captain Beefheart (non crédité) : harmonica sur « Ms. Pinky »
- Ruben Ladron de Guevara : chœurs
- Roy Estrada : basse, chant, chœurs
- Andre Lewis : orgue, chant, chœurs
- Davey Moire : chant, chœurs
- Lu Ann Neil : harpe
- Sparky Parker : chant
- Dave Parlato : basse
- Ruth Underwood : synthétiseur, marimba

Il est à noter que Franz Zappa, Terry Bozzio, Patrick O'Hearn et Eddie Jobson figurent sur la photo de la pochette du disque. Le bassiste et le violoniste/claviériste étaient au moment de la prise du cliché membres du groupe de tournée de Zappa, mais ils n'ont pas joué sur la moindre piste de Zoot Allures.

## Guitare légendaire
Dans cet album, Zappa joue sur la guitare que Jimi Hendrix a brûlée le 18 mai 1968 au Miami Pop Festival. Après l'avoir récupérée, Zappa l'avait laissée plusieurs années dans un grenier avant de la faire restaurer. Le corps et le manche étaient brisés et les micros et le « pickguard » avaient fondu. Il la légua ensuite à son fils Dweezil qui la mit aux enchères, sans succès en raison de son prix trop élevé. Ce n'est qu'en 2008 que l'on apprend qu'elle a été adjugée 346 000 €, ce qui en fait la guitare la plus chère du monde,.

## Titres
1. Wind Up Workin' in a Gas Station – 2 min 29 s
2. Black Napkins [live] – 4 min 15 s
3. The Torture Never Stops – 9 min 45 s
4. Ms. Pinky – 3 min 40 s
5. Find Her Finer – 4 min 07 s
6. Friendly Little Finger – 4 min 17 s, utilisant la technique de xénochronie
7. Wonderful Wino – 3 min 38 s
8. Zoot Allures – 4 min 12 s
9. Disco Boy – 5 min 11 s